# 日本のモスクの一覧
日本のモスクの一覧（にっぽんのモスクのいちらん）では日本国内にあるモスクについて記す。
1935年（昭和10年）に神戸在住のインド系ムスリムらによって神戸モスクが日本で初めて建設されたのを皮切りに、ロシア革命を逃れたタタール人移民と地元の支援によって1936年に名古屋に名古屋モスク（現在の名古屋モスクとは無関係）が、1938年には東京市に東京回教礼拝堂（東京モスク）が開堂したが、名古屋モスクは戦災で焼失し、再建されなかった。
戦後はインドネシアが目黒区に設置した大使館およびインドネシア学校の礼拝所が一般のムスリムにも公開され、サウジアラビアのアブドラ国王がイスラミックセンター・ジャパン建設のため土地を寄付、合わせてモスクを建設して、1980年代前半には国内のモスクは4ヶ所（東京3ヶ所、神戸1ヶ所）となったが、バブル経済に伴って世界各地から日本国内に仕事を求めてやってきたムスリムが永住していく過程で、各地に多くのモスクが建設されるようになった。
これらのモスクの多くはコンビニエンスストア、工場、ビルなどを改装して設置されている。

## 一覧
一覧については文化庁文化部宗務課による発行の『宗務時報』No.119に掲載された2014年11月時点のリストを主に参照した。
| 名称                               | 所在地                                | 開堂年           | 運営                                                                         | 外部リンク |
| ---------------------------------- | ------------------------------------- | ---------------- | ---------------------------------------------------------------------------- | ---------- |
| 神戸モスク                         | 兵庫県神戸市中央区中山手通二丁目25-14 | 1935年           | 神戸ムスリムモスク                                                           |            |
| 東京ジャーミイ                     | 東京都渋谷区                          | 1938年（2000年） | 東京・トルコ・ディヤーナト・ジャーミイ                                       |            |
| バライ・インドネシア礼拝所         | 東京都目黒区                          | 1962年           | インドネシア大使館                                                           |            |
| アラブ イスラーム学院              | 東京都港区元麻布3-4-18                | 1982年           | サウジアラビア王国国立イマーム・ムハンマド・イブン・サウード・イスラーム大学 |            |
| 一ノ割モスク                       | 埼玉県春日部市                        | 1991年           |                                                                              |            |
| 伊勢崎モスク                       | 群馬県伊勢崎市                        | 1995年           |                                                                              |            |
| 成増モスク                         | 東京都葛飾区                          | 1995年（2001年） |                                                                              |            |
| 日向モスク                         | 千葉県山武市                          | 1995年           |                                                                              |            |
| 境町モスク                         | 群馬県伊勢崎市                        | 1997年           | ダル・ウッサラーム                                                           |            |
| 海老名モスク                       | 神奈川県海老名市                      | 1998年           |                                                                              |            |
| 行徳モスク                         | 千葉県市川市行徳駅前3-3-19            | 1998年           | 日本モスクファウンデーション                                                 |            |
| 名古屋モスク                       | 愛知県名古屋市中村区本陣通2丁目26-7   | 1998年           | 名古屋モスク                                                                 |            |
| 戸田モスク                         | 埼玉県戸田市                          | 1999年           |                                                                              |            |
| 大塚モスク                         | 東京都豊島区南大塚3丁目42-7           | 1999年           | 日本イスラーム文化センター                                                   |            |
| 富山モスク                         | 富山県射水市津幡江110-2               | 1999年           |                                                                              |            |
| 八潮モスク                         | 埼玉県八潮市浮塚649                   | 2000年           | ジャミアマスジドヤシオ                                                       |            |
| 浅草モスク                         | 東京都台東区                          | 2000年           | 日本モスクファウンデーション                                                 |            |
| 足利モスク                         | 栃木県足利市                          | 2000年           |                                                                              |            |
| つくばモスク                       | 茨城県つくば市要315-10                | 2001年           | つくばイスラム協会                                                           |            |
| 新安城モスク                       | 愛知県安城市                          | 2001年           |                                                                              |            |
| 白井モスク                         | 千葉県白井市                          | 2001年           |                                                                              |            |
| 富士モスク                         | 静岡県富士市                          | 2001年           |                                                                              |            |
| 大阪中央モスク                     | 大阪府大阪市西淀川区大和田4-12-16     | 2001年           | 大阪マスジット                                                               |            |
| 八王子モスク                       | 東京都八王子市平岡町36-6              | 2002年           |                                                                              |            |
| 各務原モスク                       | 岐阜県各務原市                        | 2002年           | 岐阜ファティフモスク                                                         |            |
| 新潟モスク                         | 新潟県新潟市北区                      | 2002年           | イスラミックセンター新潟                                                     |            |
| 館林モスク                         | 群馬県館林市                          | 2003年           |                                                                              |            |
| 新居浜モスク                       | 愛媛県新居浜市一宮町二丁目2-43        | 2003年           |                                                                              |            |
| 蒲生モスク                         | 埼玉県越谷市                          | 2003年           |                                                                              |            |
| 小山モスク                         | 栃木県小山市大字神鳥谷237-1           | 2005年           |                                                                              |            |
| いわきモスク                       | 福島県いわき市                        | 2005年           |                                                                              |            |
| 京都モスク                         | 京都府京都市上京区宮垣町92            | 2005年           | 京都ムスリム協会                                                             |            |
| 横浜モスク                         | 神奈川県横浜市都筑区早渕1-31-13       | 2006年           |                                                                              |            |
| 所沢モスク                         | 埼玉県所沢市                          | 2006年           |                                                                              |            |
| 豊田モスク                         | 愛知県豊田市堤町青木28-1              | 2006年           |                                                                              |            |
| 名古屋港モスク                     | 愛知県名古屋市港区                    | 2006年           |                                                                              |            |
| 浜松モスク                         | 静岡県浜松市南区                      | 2006年           |                                                                              |            |
| 坂城モスク                         | 長野県埴科郡坂城町                    | 2006年           | ビラールモスクナガノ                                                         |            |
| 館林サラマットモスク               | 群馬県館林市                          | 2006年           |                                                                              |            |
| マディーナ・モスク                 | 茨城県小美玉市                        | 2006年           |                                                                              |            |
| 水戸アブーバカルモスク             | 茨城県水戸市                          | 2006年           |                                                                              |            |
| 大阪茨木モスク                     | 大阪府茨木市                          | 2007年           | 大阪茨木モスク                                                               |            |
| 仙台モスク                         | 宮城県仙台市青葉区                    | 2007年           | ICCS                                                                         |            |
| ベイトルムカッラムモスク           | 茨城県ひたちなか市                    | 2007年           |                                                                              |            |
| 札幌モスク                         | 北海道札幌市北区                      | 2007年           | 北海道イスラミックソサエティ                                                 |            |
| 春日井モスク                       | 愛知県春日井市                        | 2007年           | 春日井イスラミックセンター                                                   |            |
| 結城モスク                         | 茨城県結城市                          | 2008年           |                                                                              |            |
| 徳島モスク                         | 徳島県徳島市                          | 2008年           | 徳島マスジド徳島イスラーム文化センター                                       |            |
| バーブ・アル＝イスラーム岐阜モスク | 岐阜県岐阜市                          | 2008年           | 名古屋モスク                                                                 |            |
| 小樽モスク                         | 北海道小樽市                          | 2008年           | マスジド・アル・ヌール小樽                                                   |            |
| 坂戸モスク                         | 埼玉県坂戸市                          | 2008年           |                                                                              |            |
| 別府モスク                         | 大分県別府市                          | 2008年           |                                                                              |            |
| 岡山モスク                         | 岡山県岡山市北区                      | 2008年           | Okayama Islamic Center                                                       |            |
| 石岡・小美玉モスク                 | 茨城県小美玉市                        | 2008年           |                                                                              |            |
| 鹿沼モスク                         | 栃木県鹿沼市                          | 2008年           |                                                                              |            |
| 一宮モスク                         | 愛知県一宮市                          | 2008年           |                                                                              |            |
| 福岡モスク                         | 福岡県福岡市東区箱崎3丁目2番18号      | 2009年           | FIC 福岡マスジドアンヌールイスラミックセンター                               |            |
| 三重モスク                         | 三重県津市                            | 2009年           | 三重イスラム文化センター                                                     |            |
| いわいモスク                       | 茨城県坂東市                          | 2009年           |                                                                              |            |
| 日立モスク                         | 茨城県日立市                          | 2009年           |                                                                              |            |
| アンヌールモスク新潟               | 新潟県新潟市西区                      | 2009年           |                                                                              |            |
| 千葉（四街道）モスク               | 千葉県千葉市                          | 2009年           |                                                                              |            |
| 川越モスク                         | 埼玉県川越市                          | 2010年           |                                                                              |            |
| 御徒町モスク                       | 東京都台東区                          | 2010年           | AS-SALAAM FOUNDATION                                                         |            |
| 瀬戸モスク                         | 愛知県瀬戸市                          | 2010年           |                                                                              |            |
| 福井モスク                         | 福井県福井市                          | 2010年           |                                                                              |            |
| 埼玉モスク                         | 埼玉県さいたま市                      | 2011年           | さいたま・モスリム・カルチャル・アソシエーション                             |            |
| 飛島モスク                         | 愛知県海部郡飛島村                    | 2011年           |                                                                              |            |
| 木更津モスク                       | 千葉県木更津市                        | 2011年           |                                                                              |            |
| 東広島モスク                       | 広島県東広島市                        | 2012年           |                                                                              |            |
| 豊橋モスク                         | 愛知県豊橋市                          | 2012年           |                                                                              |            |
| 熊本モスク                         | 熊本県熊本市中央区                    | 2013年           | 熊本ムスリム協会                                                             |            |
| 桐生モスク                         | 群馬県桐生市                          | 2013年           |                                                                              |            |
| 島根モスク                         | 島根県松江市                          | 2013年           |                                                                              |            |
| 蒲田モスク                         | 東京都大田区                          | 2013年           | カマタ・マスジド                                                             |            |
| 金沢モスク                         | 石川県金沢市                          | 2014年           |                                                                              |            |
| 鳥取モスク                         | 鳥取県鳥取市                          | 2014年           |                                                                              |            |
| 富山五福モスク                     | 富山県富山市                          | 2014年           |                                                                              |            |
| 鹿児島モスク                       | 鹿児島県鹿児島市                      | 2014年           | 鹿児島イスラム文化センター                                                   |            |
| 沖縄モスク                         | 沖縄県那覇市                          | 不詳             |                                                                              |            |